# Maas (Familienname)
Maas ist ein deutscher Familienname.

## Namensträger

### A
- Albert Maas (Mediziner) (1888–1936), deutscher Mediziner
- Albert Maas (Politiker) (1888–1970), deutscher Politiker (Zentrum, CDU)
- Ali Maas, britische Sängerin und Songwriterin
- Angela Maas (* 1959), deutsche Journalistin und Fernsehmoderatorin
- Annelies Maas (* 1960), niederländische Schwimmerin
- Anthony John Maas SJ (1859–1927), deutsch-amerikanischer Priester und Bibelwissenschaftler
- Adriana Maas (1702–1746), niederländische Schauspielerin

### B
- Benjamin Maas (* 1989), deutscher Fußballspieler
- Bob Maas (1907–1996), niederländischer Segler

### C
- Caitlin van der Maas (* 1983), niederländische Regisseurin, Schriftstellerin und Theaterpädagogin
- Cornelius Maas (Politiker) (1776–1823), deutscher Politiker, MdL Baden
- Cornelius Maas (Handballspieler) (* 1991), deutscher Handballspieler
- Cheryl Maas (* 1984), niederländische Snowboarderin

### D
- Dick Maas (* 1951), niederländischer Regisseur

### E
- Erich Maas (Fußballspieler) (* 1940), deutscher Fußballspieler
- Erich Maas (Verleger) (1952–2001), deutscher Verleger
- Ernest Maas (1892–1986), US-amerikanischer Drehbuchautor

### F
- François Maas (1925–2017), luxemburgischer Fußballtorwart
- Frans Maas (* 1964), niederländischer Leichtathlet
- Frederica Sagor Maas (1900–2012), US-amerikanische Drehbuchautorin

### G
- Georg Maas (Musikpädagoge) (* 1958), deutscher Musikpädagoge und Hochschullehrer
- Georg Maas (Regisseur) (* 1960), deutscher Drehbuchautor und Regisseur
- Georg Maas (Musiker) (* 1962), deutscher Musiker
- Günter Maas (Künstler) (1923–2010), deutscher Künstler
- Günter Maas (Ringer) (* 1941), deutscher Ringer

### H
- Heiko Maas (* 1966), deutscher Politiker (SPD), Bundesminister des Äußeren
- Heinrich Maas (1908–1981), deutscher Verwaltungsjurist, Senatsdirektor in Bremen
- Hermann Maas (Mediziner) (1842–1886), deutscher Chirurg und Hochschullehrer
- Hermann Maas (Theologe) (1877–1970), deutscher Theologe
- Hermann Maas (Politiker) (1898–1980), deutscher Politiker (NSDAP)
- Hillegonda Maas-van de Kamer (* 1941), niederländische Botanikerin

### J
- Jan Maas (Radsportler, 1900) (1900–1977), niederländischer Radrennfahrer
- Jan Maas (Radsportler, 1996) (* 1996), niederländischer Radrennfahrer
- Jelle Maas (* 1991), niederländischer Badmintonspieler
- Joaquín Maas Aguila (1879–1948), mexikanischer General und Politiker
- Joaquín Maas Flores (1855–1914), mexikanischer General und Politiker
- Johann Maas (Manager) (1828–1899), deutscher Rechtsanwalt und Manager der Bergbau- und Metallhüttenindustrie
- Johann Adam Maas (1784–1852), Badearzt in Bad Kissingen
- Johann Nikolaus Maas (um 1664–1721), deutscher Vogt und Hochgerichtsschöffe
- Josef Maas (Bauer Maas; 1931–2008), deutscher Landwirt und Atomkraftgegner
- Joseph Maas (1847–1886), britischer Sänger
- Julian Maas (* 1975), deutscher Komponist

### K
- Karl Maas (1885–1955), deutscher Richter und Fußballfunktionär
- Käthe Maas (1920–2002), deutsche Opernsängerin (Sopran)
- Klaus Maas (* 1946), deutscher Kunstsammler
- Kurt Maas (1942–2011), deutscher Musiker

### L
- Lena Maas (1891–1978), deutsche Malerin und Schriftstellerin
- Lorenzo Maas (* 1992), deutsch-belgischer Eishockeyspieler

### M
- Marcel Maas (* 1987), deutscher Autor
- Marco Maas (* 1977), deutscher Journalist, Medienunternehmer und Datenvisualisierungsexperte
- Martha Maas (1893–1970), deutsche Fotografin
- Melanie Maas-Brunner (* 1968), deutsche Chemikerin und Managerin
- Melvin Maas (1898–1964), US-amerikanischer Politiker
- Michael Maas (Fußballspieler) (* 1960), deutscher Fußballspieler
- Michael Robert Maas (* 1951), US-amerikanischer Althistoriker
- Mike Maas (* 1969), deutscher Schauspieler

### N
- Nell Ginjaar-Maas (1931–2012), niederländische Politikerin

### O
- Oliver Maas (* 1980), deutscher Jazzmusiker
- Otto Maas (Zoologe) (Otto Philipp Maas; 1867–1916), deutscher Zoologe
- Otto Maas (Mediziner) (1871–1942?), deutscher Neurologe
- Otto Maas (Theologe) (Otto Ludwig Maas; 1884–1945), deutscher Theologe

### P
- Paul Maas (Altphilologe) (1880–1964), deutscher Altphilologe
- Paul Maas (Maler) (1890–1962), belgischer Maler
- Paul Maas (SS-Mitglied) (* 1907), deutscher SS-Stabsscharführer
- Paul Maas (Botaniker) (* 1939), niederländischer Botaniker
- Peer Maas (* 1951), niederländischer Radsportler
- Peter Maas (1929–2001), US-amerikanischer Autor und Journalist
- Peter Maas (Politiker) (1953–2023), niederländischer Politiker (CDA)

### R
- Rob Maas (* 1969), niederländischer Fußballspieler
- Rüdiger Maas (* 1979), deutscher Sachbuchautor

### S
- Sarah J. Maas (* 1986), US-amerikanische Schriftstellerin
- Sebastian Maas (* 1990), deutscher Handballspieler
- Sebastian Maas (Autor) (* 1986), deutscher Autor

### T
- Theo Maas (* 1957), deutscher Manager
- Theodor Maas (1882–1943), deutscher Pfarrer
- Theodor Maas-Ewerd (1935–2002), deutscher Theologe
- Timo Maas (* 1969), deutscher DJ und Musikproduzent
- Tjaarke Maas (1974–2004), niederländische Malerin
- Torben Maas (* 1987), deutscher Filmproduzent und Drehbuchautor

### U
- Ulrich Maas (* 1959), deutscher Chemiker
- Utz Maas (* 1942), deutscher Sprachwissenschaftler

### V
- Vanessa Maas (* 1969), deutsche Fotografin

### W
- Walther Maas (1901–1976), deutscher Geograph
- Walter Maas (1900–1981), deutscher Schriftsteller und Publizist
- Werner Karl Maas (1921–2019), US-amerikanischer Mikrobiologe, Pharmakologe, Genforscher und Hochschullehrer
- Wilhelm Maas (Politiker) (1922–1993), deutscher Politiker (CDU)
- Wilhelm Maas (Theologe) (1937–2012), deutscher Theologe und Islamforscher
- Winy Maas (* 1959), niederländischer Architekt
- Wolfgang Maas (* 1929), deutscher Kaufmann und Politiker (CDU), MdBB
- Wolfram Maas (* 1950), deutscher Diplomat